# Unka tribulatio
Unka tribulatio är en insektsart som beskrevs av Andrej Vasiljevitj Gorochov 2008. Unka tribulatio ingår i släktet Unka och familjen syrsor. Inga underarter finns listade i Catalogue of Life.